# Ruch opóźniony
Ruch opóźniony – ruch, w którym prędkość maleje. Przyspieszenie w takim ruchu ma zwrot przeciwny do zwrotu prędkości i nosi nazwę opóźnienia. Szczególnym przypadkiem jest ruch jednostajnie opóźniony, w którym prędkość maleje jednostajnie, czyli przyspieszenie jest stałe.
Ruch opóźniony może być traktowany jako ruch przyspieszony z ujemnym przyspieszeniem. Wielkością charakteryzującą ruch opóźniony jest przyspieszenie. By uniknąć minusów we wzorach wprowadza się wielkość zwaną opóźnieniem mającą wartość przeciwną do przyspieszenia.

## Ruch jednostajnie opóźniony
W ruchu jednostajnie opóźnionym
{\displaystyle a_{p}={\frac {dv}{dt}},}
{\displaystyle a_{o}=-a_{p}={\text{const}}>0,}
gdzie:
{\displaystyle a_{p}} – przyspieszenie,
{\displaystyle a_{o}} – opóźnienie.
W sytuacjach, w których nie prowadzi to do niejasności, nie rozróżnia się przyspieszenia od opóźnienia.
W poniższych wzorach {\displaystyle a} oznacza opóźnienie.
Z definicji przyspieszenia oraz stałej wartości przyspieszenia wynika wzór na zależność prędkości od czasu w tym ruchu:
{\displaystyle v(t)=v_{0}-at.}
Wzór na drogę w tym ruchu:
{\displaystyle s(t)=v_{0}t-{\frac {at^{2}}{2}},}
gdzie:
{\displaystyle a} – opóźnienie ruchu,
{\displaystyle s} – droga pokonana przez ciało,
{\displaystyle v} – prędkość ciała,
{\displaystyle v_{0}} – prędkość początkowa ciała,
{\displaystyle t} – czas trwania ruchu.